# Christianisation des Croates

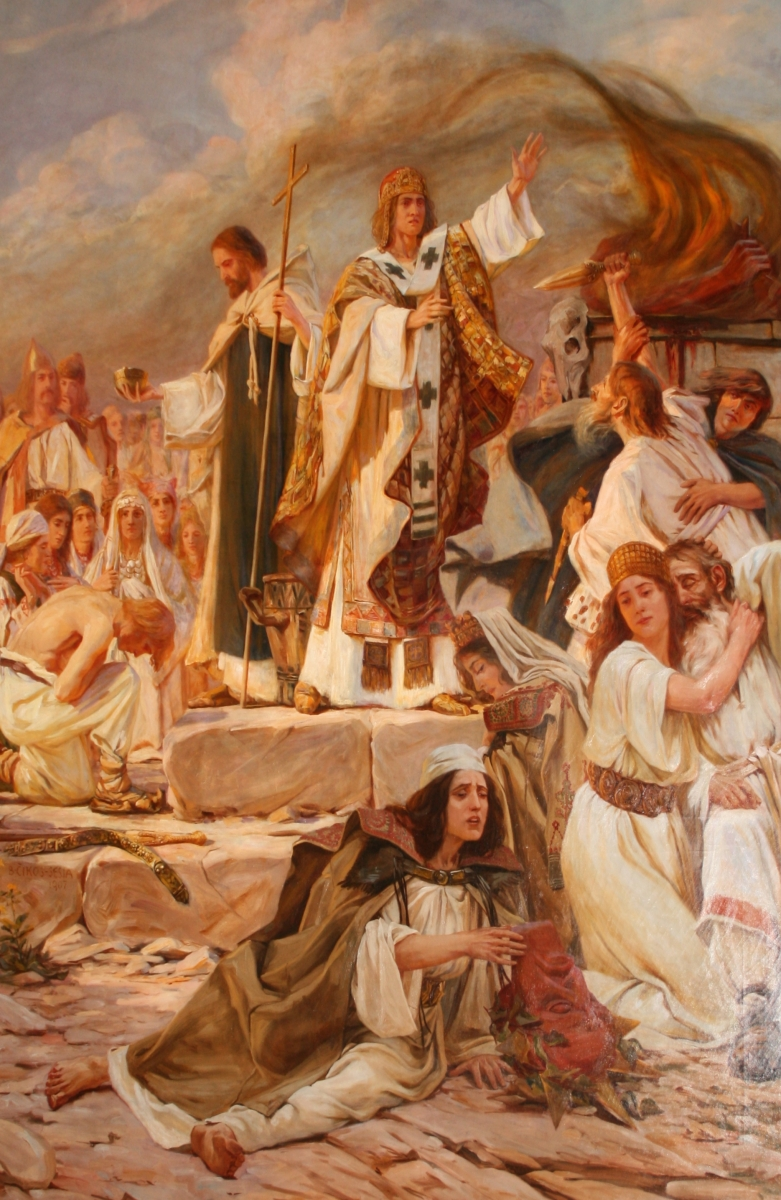
Le baptême des Croates, par

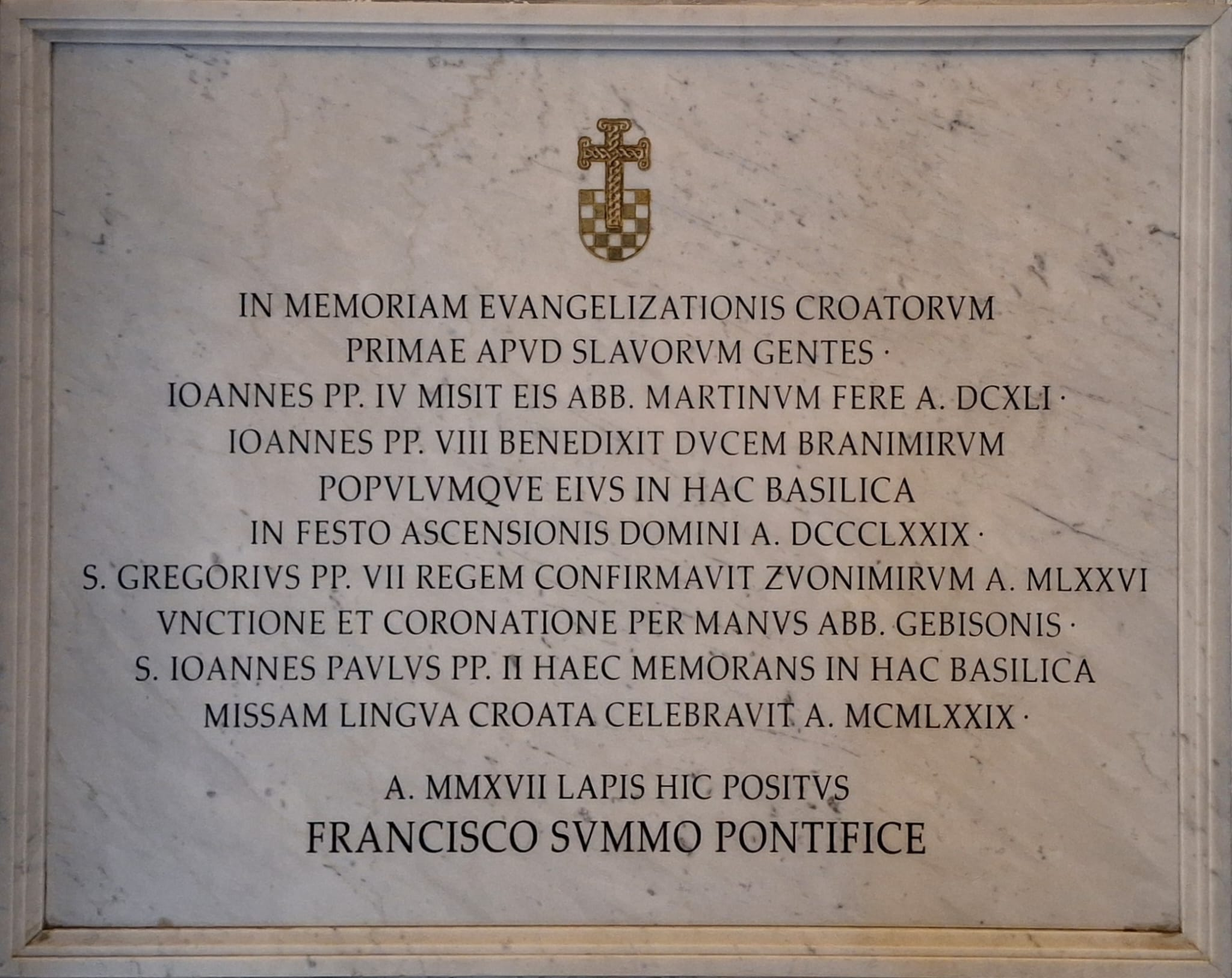
Plaque commémorative à la christianisation des Croates dans la basilique Saint-Pierre de Rome.

La christianisation des Croates désigne la diffusion du christianisme parmi les Croates à partir du VIIe siècle. Les Croates sont considérés comme les premiers slaves christianisés,,.
L'empereur byzantin Constantin VII écrit dans son œuvre de Administrando Imperio que les Croates sont baptisés après leur arrivée en Dalmatie sous le règne de Porga au VIIe siècle.
« Ces mêmes Croates avaient pour prince à cette époque le père de Porga. L’empereur Héraclius envoya et fit venir des prêtres de Rome, nomma pour eux un archevêque, un évêque, des anciens et des diacres, fit baptiser les Croates au moment où Porga était leur prince. » de Administrando Imperio
Cependant l'auteur précise que les Croates blancs sont à cette époque toujours païens.